# آيت حمزة (بين الويدان)
آيت حمزة هي إحدى مشيخات المملكة المغربية، تتبع جغرافيا لإقليم أزيلال وإداريًا لبين الويدان. يقدر عدد سكانها بـ 8789 نسمة حسب الإحصاء الرسمي للسكان والسكنى لسنة 2004.